# Градско (Болгария)
Градско (болг. Градско) — село в Болгарии. Находится в Сливенской области, входит в общину Сливен. Население составляет 570 человек.

## Политическая ситуация
В местном кметстве Градско, в состав которого входит Градско, должность кмета (старосты) исполняет Юсмен Али (коалиция в составе 2 партий: Демократическая партия (ДП), Движение за права и свободы (ДПС)) по результатам выборов.
Кмет (мэр) общины Сливен — Йордан Лечков Янков (Граждане за европейское развитие Болгарии (ГЕРБ)) по результатам выборов.